# Wilhelm Niemeyer (Autor)
Wilhelm Niemeyer (* 23. August 1912 in Homberg, Niederrhein; † 11. Januar 1977 in Rheinbreitbach) war ein deutscher Schriftsteller und Übersetzer.

## Leben
Wilhelm Niemeyer war Dozent an einer Pädagogischen Hochschule. Daneben verfasste er Kinder- und Jugendbücher, Gedichte und Hörspiele und übersetzte aus dem Niederländischen und Afrikaans ins Deutsche. Das von ihm übersetzte Jugendbuch "Und viele Grüße von Wancho" von Miep Diekmann wurde 1964 mit dem Deutschen Jugendbuchpreis ausgezeichnet. 

## Werke
- Abenteuer an der Bidassoa, Stuttgart 1952
- Geständnis im Feuer, Leinfelden b. Stuttgart 1954
- Gefährliche Rheinfahrt, Braunschweig 1955
- Die Flucht von Bord, Hamburg 1957
- Norbert in der Höhle, Hamburg 1957
- Das Pferdchenspiel, Hamburg 1957
- Der Weihnachtsbrief, Wuppertal-Barmen 1957

## Übersetzungen
- Clara Asscher-Pinkhof: Sternkinder, Berlin 1961
- Jérôme Carcopino: So lebten die Römer während der Kaiserzeit, Stuttgart 1959
- Miep Diekmann: Die Boote von Brakkeput, Braunschweig 1959
- Miep Diekmann: Marijn bei den Freibeutern, Braunschweig 1967
- Miep Diekmann: Padu ist verrückt, Braunschweig 1960
- Miep Diekmann: Überall wo Jungen sind, wo Mädchen sind, Balve (Sauerland) 1974
- Miep Diekmann: Und viele Grüße von Wancho, Braunschweig 1963
- Miep Diekmann: Zwei bunte Lampions, Balve (Sauerland) 1972
- Stefanus Jacobus Du Toit: Das Geheimnis der Goldfelder, Würzburg 1981
- Tiny Francis: Die rote Kugel, Kevelaer 1965
- Evert Hartman: 1997 – das erste Jahr der neuen Zeit, Würzburg 1984
- Christina Elizabeth Pothast-Gimberg: Ein blaues und ein braunes Auge, Braunschweig 1962
- Christina Elizabeth Pothast-Gimberg: Tonia und Freund Corso, Braunschweig 1961
- An Rutgers van der Loeff: Donald, Würzburg 1970
- Sexualerziehung und Aufklärung in Elternhaus, Kindergarten und Schule, Kevelaer 1971
- Udeyana Pandji Tisna: Bontot hat große Pläne, Braunschweig 1959
- Tonny Vos-Dahmen von Buchholz: Der Einzelgänger, München 1991
- Tonny Vos-Dahmen von Buchholz: Die Reise zum Horizont, Düsseldorf 1987
- Tonny Vos-Dahmen von Buchholz: Der Spruch des Zahori, Würzburg 1982
- Tonny Vos-Dahmen von Buchholz: Vom Rentierjäger zum Raubritter, Stuttgart [u. a.] 1986
- Tonny Vos-Dahmen von Buchholz: Die Sklavin mit dem roten Haar oder Warum kamen die Römer nicht nach Irland?, München 1990
- Hans Werner: Matthias und die verzauberte Musik, Würzburg 1970

| Personendaten    | Personendaten                           |
| ---------------- | --------------------------------------- |
| NAME             | Niemeyer, Wilhelm                       |
| KURZBESCHREIBUNG | deutscher Schriftsteller und Übersetzer |
| GEBURTSDATUM     | 23. August 1912                         |
| GEBURTSORT       | Homberg, Niederrhein                    |
| STERBEDATUM      | 11. Januar 1977                         |
| STERBEORT        | Rheinbreitbach                          |